# Kittisak Rawangpa
Kittisak Rawangpa (en tailandés: กิตติศักดิ์ ระวังป่า, Provincia de Rayong, Tailandia; 3 de enero de 1975) es un exfutbolista y entrenador de fútbol tailandés que jugaba en la posición de guardameta.

## Carrera

### Club
| Periodo   | Club                  | Apariciones | Goles |
| --------- | --------------------- | ----------- | ----- |
| 1998–2003 | Sinthana FC           | 115         | 0     |
| 2005–2006 | Đá Mỹ Nghệ Sài Gòn    | 36          | 0     |
| 2006–2007 | Tobacco Monopoly      | 53          | 0     |
| 2008      | Customs Department FC | 15          | 0     |
| 2008–2009 | Osotspa FC            | 48          | 0     |
| 2010–2011 | Bangkok Glass FC      | 23          | 0     |
| 2012–2013 | J.W. Rangsit          | 8           | 0     |

### Selección nacional
Jugó para Tailandia en 45 ocasiones de 1997 a 2010, ganó dos veces en Campeonato de la AFF, la medalla de oro en los Juegos del Sudeste Asiático en 1997, participó en la Copa Asiática 2000 y en los Juegos Asiáticos de 2002.

## Logros

### Club
- Liga de Tailandia (1): 1998
- Copa Kor Royal (1): 2006
- Copa de Singapur (1): 2010

### Selección nacional
- ASEAN Football Championship  (2): 2000, 2002
- Sea Games  (1): 1997
- T&T Cup  (1): 2008
- Queen's Cup  (1): 2010